# Lhommaizé

Lhommaizé este o comună în departamentul Vienne, Franța. În 2009 avea o populație de 813 de locuitori.